# Vaillant (przedsiębiorstwo)

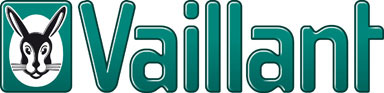

Vaillant – sztandarowa marka firmy Vaillant Group- niemieckiego koncernu zajmującego się produkcją urządzeń grzewczych (m.in. kondensacyjnych kotłów gazowych i olejowych, pomp ciepła), rekuperacji, solarów, fotowoltaiki oraz klimatyzatorów. Firma ta została założona w 1874 przez Johanna Vaillanta w mieście Remscheid, gdzie obecnie mieści się główna siedziba firmy. Vaillant na polskim rynku rozpoczął swoją działalność w 1992 roku. Siedziba firmy w Polsce mieści się w Warszawie (ul. 1 Sierpnia 6A) oraz posiada swoje centra szkoleniowe w Krakowie i Poznaniu.  
W swojej ofercie firma posiada kotły kondensacyjne (gazowe, olejowe), pompy ciepła (gruntowe, powietrzne), systemy solarne, rekuperację, gazowe podgrzewacze wody, zasobniki ciepłej wody użytkowej, regulatory.  
Vaillant jest jednym z liderów branży techniki grzewczej w Polsce i Europie. Firma rozwija się w kierunku ekologicznych rozwiązań wykorzystujących odnawialne źródła energii.  
Od początku istnienia w logo firmy Vaillant widnieje zając. Historia pochodzenia jest następująca: przeglądając czasopisma w Niedzielę Wielkanocną Johann Vaillant ujrzał ilustrację przedstawiającą zająca wykluwającego się z jajka i od razu postanowił, że zając będzie znakiem towarowym jego firmy. Znak towarowy był unowocześniany wielokrotnie, a obecnie jest najlepiej rozpoznawalnym logotypem na rynku techniki grzewczej w całej Europie.